# Miriam Hopkins
Ellen Miriam Hopkins (Savannah, 18 de outubro de 1902 – Nova Iorque, 9 de outubro de 1972) foi uma atriz americana conhecida por sua versatilidade em uma ampla variedade de papéis.
Começou sua carreira cinematográfica nos anos 30, tornando-se famosa pela sua atuação em Trouble in Paradise (bra: Ladrão de alcova), de 1932. Foi indicada ao Oscar de melhor atriz pela atuação no filme Becky Sharp (bra: Vaidade e Beleza; prt: A Feira da Vaidade), de 1935, na que tornou-se a primeira performance num filme em cores a ser indicada ao Oscar. Já pela atuação em The Heiress (bra: Tarde demais; prt: A herdeira), filme de 1949 em que contracenou com Olivia de Havilland, Montgomery Clift e Ralph Richardson, Hopkins recebeu uma indicação ao Globo de Ouro de melhor atriz coadjuvante em cinema.
Ela tem duas estrelas na Calçada da Fama: uma por cinema na 1701 Vine Street, e outra para a televisão em 1708 Vine Street.